# Сатпаев (село, Улытауская область)
Сатпаев (каз. Сәтбаев, прежнее название Северный поселок) — село в Улытауской области Казахстана. Находится в подчинении городской администрации Сатпаев. Входит в состав Жезказганской поселковой администрации. Код КАТО — 352337200.
В советское время являлся рабочим посёлком Жиландинской ГРП.
В селе находится начальная школа №17 (бывшая основная). Через село течёт река Жыланды (приток Кара-Кенгира).

## Население
В 1999 году население села составляло 407 человек (182 мужчины и 225 женщин). По данным переписи 2009 года в селе проживало 248 человек (138 мужчин и 110 женщин).